# Sylvia Reiser
Sylvia Reiser, eigentlich Sylvia Reiser-Härlen, ist eine deutsche Künstlerin.

## Leben
Sylvia Reiser arbeitete nach Abschluss ihres Studiums 1987 sieben Jahre lang als Juristin in der freien Wirtschaft. 1994 beendete sie diese berufliche Karriere, um seither ihren Weg als freischaffende Künstlerin zu gestalten.
1997 erhielt sie von Kurverwaltung und Gemeinde Helgoland den Auftrag zur Projektleitung „Kunstsommer Helgoland 1998“. Für den Kunstsommer gestaltete Sylvia Reiser mit Kai Georg Wujanz die Stiergruppe „Fahrendes Volk“ als Wahrzeichen am Südstrand: Stierskulpturen aus drei Millimeter starkem Schiffsbaustahl als lebensgroße Silhouetten, geschwärzt mit vergoldeten Edelstahl-Hörnern. Ursprünglich nur für den Kunstsommer 1998 aufgestellt, erwarb die Gemeinde Helgoland das Kunstwerk und machte es ab September 1998 zur Dauerinstallation auf der Augustamole an der Reede.
Im Jahr 1998 eröffnete Reiser an ihrem Wohnsitz in Sigmaringendorf den „Skulpturengarten Sylvia Reiser“. Ihr Atelier ist gleichzeitig Ausstellungsraum und Studio. Im Folgejahr erwarb die Gemeinde Sigmaringendorf die Monumentalskulptur „Donau-Lauchert“.
2000 gab sie INTV (Bayern TV) ein Fernsehinterview. Dem Interview schloss sich ein Galeriebesuch an. Es folgte 2001 ein Beitrag des Schweizer Fernsehens DRS 1 über Skulpturen von Sylvia Reiser.
Sylvia Reiser unterhält weltweite Kontakte, die auf Symposien gepflegt und vertieft werden. Ihre Ausstellungen findet man in Europa, Amerika und China. Im Jahr 2002 erfolgte die Einladung der Kunstakademie Peking nach China zum dortigen internationalen „d.fleiss east-west artist Symposium“, verbunden mit einer Ausstellung im Kunstmuseum Heze. Es folgte ein Bericht des „Zweiten Chinesischen Fernsehens“ über Skulpturen von Sylvia Reiser sowie ein Beitrag im größten chinesische Kultur- und Wirtschaftsmagazin „China Green Times“ über sie beim „d.fleiss east-west artist Symposium“.
2004 sendete TV Romania eine dreiteilige Dokumentarserie über Sylvia Reiser beim „d.fleiss east-west artists Symposium“.
Reiser präsentierte 2005 unter dem Ausstellungsmotto „Visionen in Gold“ Metall-Skulpturen, die auf Sockeln aus Granit und Marmor schweben. Anlässlich einer Vernissage im Landgericht Stuttgart hielt der Ausstellungsmacher Roland Doschka am 18. Juli 2005 die Laudatio.
2008 hatte Sylvia Reiser mit ihrer neuen Galeristin und Managerin Marie Damiaans aus Holland eine Partnerin gefunden, die sie auf allen Kunstmessen der Welt vertritt. Im Oktober 2008 orderte die Irakische Botschaft in Den Haag bei Marie Damiaans eine Skulptur von Sylvia Reiser für die Eingangshalle. Am 23. November öffnete eine Ausstellung in der Galerie „seen art“. Weiterhin wird Sylvia Reiser von Marie Damiaans exklusiv auf der „Millionaires Fair“ in Amsterdam Mitte Dezember präsentiert. Im Januar geht es dann weiter auf die Kunstmesse nach London.
Reiser wohnt in Stuttgart und besitzt ein Atelier in Sigmaringendorf. In Stuttgart tritt sie mit dem Unternehmen „Reiser-Härlen Sylvia Grund und Boden“ als Immobilienmaklerin in Erscheinung.

## Werke

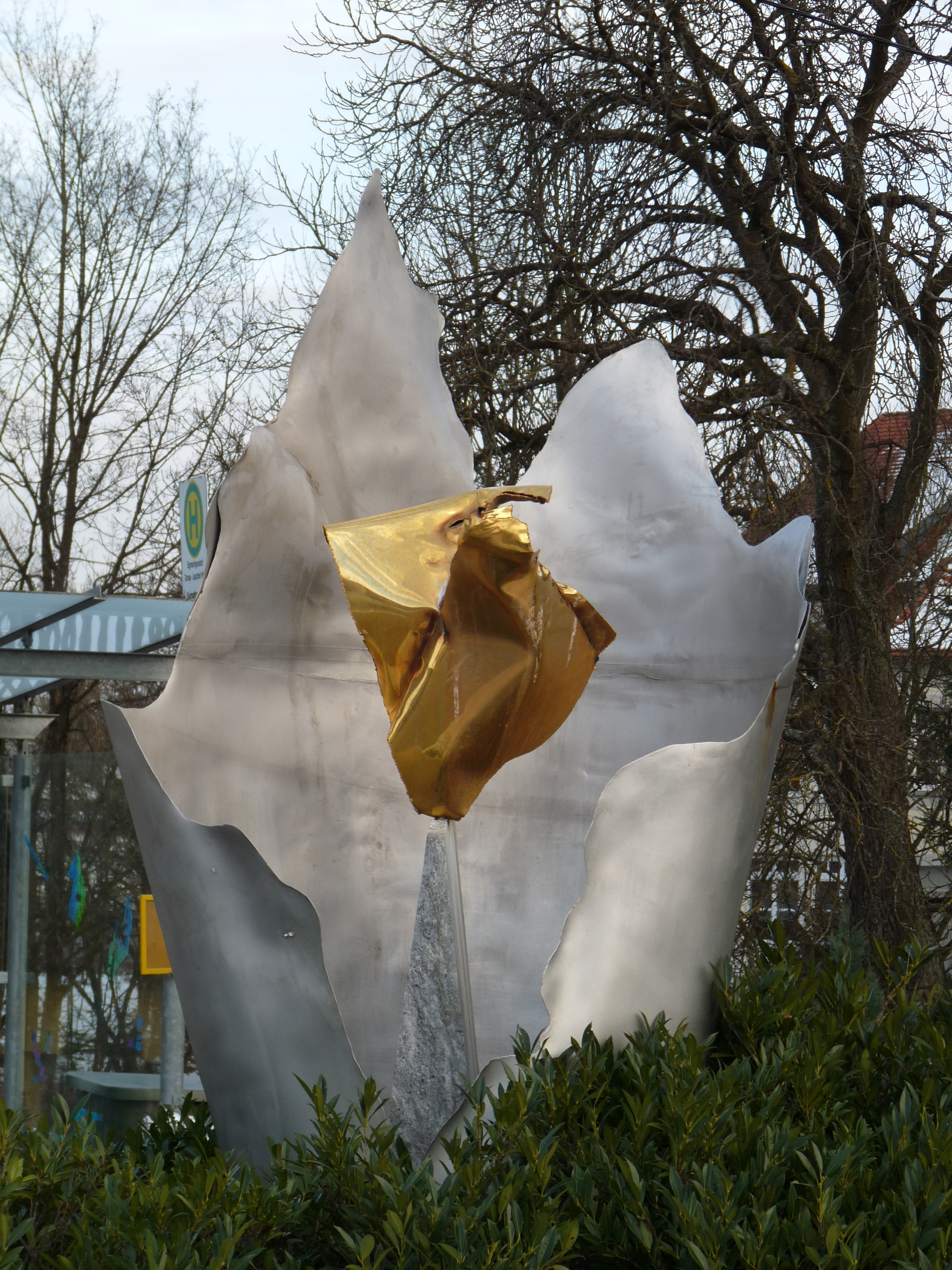
Skulptur Reisers vor der Sigmaringendorfer Donau-Lauchert-Halle

Reisers Markenzeichen sind skurrile, bis zu neun Meter hohe, galvanisch mit 24 Karat vergoldete Skulpturen. Die galvanische Technik ist weltweit einzigartig und wurde eigens für Sylvia Reiser entwickelt. Die Vergoldung von Edelstahl ist sonst kaum möglich. Ihre Skulpturen erscheinen auf den ersten Blick verspielt, lyrisch und kostbar. Sie wirken geradezu feierlich und haben allen Anschein des Alltäglichen abgestreift. Die Materialien, mit denen sie arbeitet, verströmen einen Hauch von Luxus. Es werden Gold (in Form von mit 24 Karat vergoldeten Edelstahlblechen), Marmor und Lapislazuli-Blau verwendet.
Seit 1997 haben diverse öffentliche und private Träger Werke von Sylvia Reiser erworben. So gingen Werke von ihr zum Beispiel an das Staatsministerium Baden-Württemberg und das Unternehmen Hohner in Trossingen. Städte wie Raffaela in Argentinien, Aix-en-Provence in Frankreich und Innsbruck in Österreich erwarben ihre Kunstwerke. Weitere Werke gingen an das Konservatorium der Bildenden Künste in Debrecen in Ungarn, an den Rumänischen Künstlerbund nach Bukarest, an das Kunstmuseum Heze in China (Provinz Schandong), die „Rote Rose“ in Kōbe in Japan sowie an den Studienkreis Bochum und an die Schwarzwälder Akademie.
Seit 2001 wurde Reiser mit dem Entwurf und der Fertigung von „Music-Awards“, die anlässlich des World Music Festival, einem nichtkommerziellen internationalen Musik-Festival mit wechselnden Schwerpunkten, in Baden-Baden und Innsbruck verliehen wurden, beauftragt. 2005 wurden die Sylvia Reiser entworfene und gefertigte „Bodensee Awards“ beim Bodenseefestival in Hagnau verliehen. 2008 gestaltet sie für die Sportlerehrung des Landkreises Sigmaringen einen Preis.
Im Juli 2010 wurden in allen drei Innenhöfen des Kreiskrankenhauses in Sigmaringen Kunstwerke von Reiser installiert. Sie tragen die Titel „Gartenhof des metaphysischen Geistes“, „Gartenhof der Seele“ und „Gartenhof des Körpers“.

## Skulpturengarten Sylvia Reiser
Der Skulpturengarten Sylvia Reiser in der Sigmaringendorfer Bahnhofstraße wird als „Lustgarten“ tituliert, wobei „Gold und ein Hauch von Luxus die vielen kleinen und großen Kunstobjekte umfluten“. Er ist als Lustgarten steil hinab bis an die Donau führend angelegt.